# Campeonato Alemán de Fútbol 1950
El Campeonato Alemán de Fútbol 1950 fue la 40.ª edición de la máxima competición futbolística de Alemania Federal.

## Fase final

### Octavos de final
| Kaiserslautern | 3 – 2 t.s. | Rot-Weiss Essen |

| SpVgg Fürth | 3 – 2 | STV Horst-Emscher |

| Preußen Dellbrück | 1 – 0 t.s. | SSV Reutlingen |

| Borussia Dortmund | 1 – 3 | VfR Mannheim |

| Stuttgart | 2 – 1 | Osnabrück |

| Kickers Offenbach | 3 – 1 | Tennis Borussia Berlin |

| St. Pauli | 4 – 0 | TuS Neuendorf |

| Hamburgo | 7 – 0 | Union 06 Berlin |

Un primer partido entre Kaiserslautern y Rot-Weiss Essen fue jugado el 21 de mayo de 1950, y terminó 2-2 después del tiempo suplementario.

### Cuartos de final
| Stuttgart | 5 – 2 | Kaiserslautern |

| SpVgg Fürth | 2 – 1 | St. Pauli |

| Kickers Offenbach | 3 – 2 | Hamburgo |

| Preußen Dellbrück | 2 – 1 | VfR Mannheim |

### Semifinales
| Stuttgart | 4 – 1 | SpVgg Fürth |

| Preußen Dellbrück | 0 – 3 | Kickers Offenbach |

Un primer partido entre Preußen Dellbrück y Kickers Offenbach fue jugado el 11 de junio de 1950, y terminó 0-0 después del tiempo suplementario.

### Final
| 25 de junio de 1950 | Stuttgart                 | 2:1 | Kickers Offenbach | Olympiastadion, Berlín                              |                                                     |
|                     | - Läpple 17' - Bühler 27' |     | - Buhtz 47'       | Asistencia: 95,051 espectadores Árbitro(s): Hunting | Asistencia: 95,051 espectadores Árbitro(s): Hunting |

| VFB STUTTGART |   |                 |
|               |   |                 |
|               | ' | Otto Schmid     |
|               | ' | Josef Ledl      |
|               | ' | Richard Steimle |
|               | ' | Erich Retter    |
|               | ' | Erwin Läpple    |
|               | ' | Robert Schlienz |
|               | ' | Ernst Otterbach |
|               | ' | Karl Barufka    |
|               | ' | Otto Baitinger  |
|               | ' | Walter Bühler   |
|               | ' | Rolf Blessing   |
| Entrenador:   |   |                 |
| Georg Wurzer  |   |                 |

| KICKERS OFFENBACH |   |                    |
|                   |   |                    |
|                   | ' | Josef Schepper     |
|                   | ' | Willi Magel        |
|                   | ' | Ferdinand Emberger |
|                   | ' | Heinrich Baas      |
|                   | ' | Kurt Schreiner     |
|                   | ' | Gerhard Kaufhold   |
|                   | ' | Horst Buhtz        |
|                   | ' | Albert Wirsching   |
|                   | ' | Wilhelm Weber      |
|                   | ' | Anton Picard       |
|                   | ' | Willi Keim         |
| Entrenador:       |   |                    |
| Paul Oßwald       |   |                    |

|  |  |

|                                 |
| Campeón VfB Stuttgart 1° título |